# 岡正朗
岡 正朗（おか まさあき、1950年5月5日 - ）は、日本の医学者、教育者である。元山口大学学長。元国立大学協会副会長。大学マネジメント研究会の理事。日本がん免疫学会のアドバイザー。日本免疫治療学研究会委員。医学博士（1981年、山口大学にて取得）。

## 経歴
山口県生まれ。山口県立防府高等学校卒業。1976年に山口大学医学部卒業後、6月に山口大学医学部附属病院の研修医に就く。1981年・同大学病院の助手、同年5月同大学大学院医学研究科外科系科学専攻修了し、医学博士となる。1986年・同大学医学部講師、1993年・同大学医学部助教授、1996年・同大学医学部教授及び附属病院第二外科長に就任。2001年・附属病院長補佐、2006年・同大学院医学系研究科教授、2007年・同附属病院副病院長、2010年・同病院長事務代理及び事務取扱、同病院長、国立大学法人山口大学経営協議会委員及び、同大教育研究評議会評議員に就く。2014年4月国立大学法人山口大学学長に就任。2017年6月国立大学協会副会長。

## 研究・活動
- 「生薬黄連の食道癌悪疫質改善に関する基礎的検討」(第101回日本外科学会総会抄録、2001年)
- 「細胞内サイトカインから見た癌患者単球におけるtype2/1バランスの検討」(第101回日本外科学会総会抄録、2001年)
- 「肝門部胆管癌に対する門脈・右肝動脈切除再建を伴う肝左様切除術」(第101回日本外科学会総会抄録、2001年)
- 「食道扁平上皮癌の進展に関する染色体・遺伝子異常の検討」(第101回日本外科学会総会抄録、2001年)
- 「食道扁平上皮癌における血thymidine phosphorylase（TP）の検討」(第101回日本外科学会総会抄録、2001年)
- その他多数の研究に携わり、講演等を行っている[8]。

## 受賞歴
- 2018年 - 産業技術特別褒賞受賞[9]。
- 2022年 - 第79回中国文化賞受賞。[10]。